# Auguste Raux
Auguste Raux (nacido el 7 de diciembre de 1954) es un exfutbolista y  entrenador de fútbol de francés.

## Carrera
| Club                              | País       | Año       |
| --------------------------------- | ---------- | --------- |
| AS Adema                          | Madagascar | 2007-2012 |
| Selección de fútbol de Madagascar | Madagascar | 2012-2016 |
| Selección de futbol de Madagascar | Madagascar | 2016-2017 |

### Palmarés
| Título                        | Club     | País       | Año  |
| ----------------------------- | -------- | ---------- | ---- |
| Campeonato malgache de fútbol | AS Adema | Madagascar | 2012 |